# 国際連合安全保障理事会決議56
国際連合安全保障理事会決議56（こくさいれんごうあんぜんほしょうりじかいけつぎ56、英: United Nations Security Council Resolution 56, UNSCR56）は、1948年8月19日に国際連合安全保障理事会で採択された決議。パレスチナにおける停戦状況を確認するものである。

## 概要
決議は、国際連合調停官（Mediator）からエルサレムの状況に関する連絡を受け、国際連合安全保障理事会決議54に各国政府と当局の注意を向けた。安保理は、すべての当事者がその正規および非正規の部隊のすべてに直接責任を負うこと、休戦が破られるのを防ぐために利用可能なあらゆる手段を用いること、そして、休戦を行ったいかなるグループまたは対象にも決議を与える（決議内容の対象とする）ことを決定した。
また、いかなる当事者も、他の違反に対する報復を理由に休戦を行うことはできず、また、いかなる当事者も、休戦違反によって軍事的または政治的な利益を得ることはできないことを決定した。
決議は部分的に投票され、決議全体についての投票は行われなかった。無投票採択である。

## 詳細
以下はその和訳。
安全保障理事会は、
エルサレムの状況に関する調停者からの連絡を考慮して 
1. 関係政府および当局に対し、1948年7月15日付の決議54（1948）への注意を喚起する。
2. 決議54(1948)に基づいて決定し、関係政府および当局に以下の事項を通知する。
(a) 各締約国は、その権限下で、またはその支配下の領域で活動する正規軍および非正規軍の行動に責任を負う。
(b) 各締約国は、その権限に服する個人またはグループ、あるいはその支配下の領域にいる個人またはグループによる休戦を破る行動を防止するために、あらゆる手段を用いる義務がある。
(c) 各締約国は、自国の管轄区域内で休戦違反に関与したすべての者を迅速に裁判にかけ、有罪となった場合には処罰する義務がある。
(d）いかなる当事者も、他の当事者に対する報復または報復を行っているという理由で、休戦を破ることは許されない。
(e) いかなる当事者も、休戦違反によって軍事的または政治的な利益を得ることはできない。